# Península de Mascareen
La Península de Mascareen (en inglés: Mascareen Peninsula) se encuentra en la parroquia de Saint George, en el condado de Charlotte, en el suroeste de la provincia de Nuevo Brunswick, al este de Canadá. Está situado en la parte oriental de la bahía de Passamaquoddy, frente a St. Andrews. La península es de 8 millas (13 kilómetros) de largo y 5 millas (8,0 km) de ancho. Los pueblos de Latete, L'Etang, y Back Bay están ubicados en la península de Mascareen.